# 1,1-Dimetylohydrazyna
1,1-Dimetylohydrazyna, UDMH – organiczny związek chemiczny, dimetylowa pochodna hydrazyny, jeden z dwóch izomerów konstytucyjnych dimetylohydrazyny, w którym obie grupy metylowe położone są przy tym samym atomie azotu. W warunkach normalnych jest bezbarwną, oleistą cieczą o zapachu amoniaku. Ma silne właściwości redukujące. Jest higroskopijna. Stosowana między innymi jako jeden ze składników paliwa rakietowego, w produkcji pestycydów (daminozyd) i jako pochłaniacz kwaśnych gazów.

## Właściwości
Bezbarwna ciecz o zapachu amoniaku. Wystawiona na działanie powietrza żółknie absorbując tlen i dwutlenek węgla. Miesza się z wodą, etanolem i naftą. Jej opary są palne przy stężeniu w powietrzu w zakresie 2,5–95%. Jest niewrażliwa na wstrząsy.
Najczęstszymi zanieczyszczeniami są woda i dimetyloamina.

## Szkodliwość
Nie ma pełnych danych na temat toksyczności 1,1-dimetylohydrazyny u ludzi, jednak ze względu na ostrą toksyczność u zwierząt kwalifikuje się ją jako substancję szkodliwą. Przenika przez skórę. Jest produktem rozpadu daminozydu.

## UDMH jako paliwo
UDMH jest stosowana jako ciekłe paliwo rakietowe. Używa się jej w tym celu od połowy lat 50. XX w. Badania nad nią zostały rozpoczęte w ZSRR w 1949 r. Wykorzystuje je wiele współczesnych silników rakietowych, m.in. rakiet Proton, Titan, Delta. Jako paliwo występuje z utleniaczami takimi jak: N
2O
4, IRFNA, ciekły tlen. Często mieszana z hydrazyną. Mieszanka 50% UDMH i 50% hydrazyny, nazywana jest Aerozine 50. Jej specyfikacją jako paliwo jest MIL-D-25064. Może być długo składowana w zbiornikach rakiet.
Cena w 1959 r., w ilościach kilkudziesięciu litrów, wynosiła około 1 USD za kilogram. Jednak z powodu toksyczności jej cena końcowa jest dużo wyższa. W latach 80. XX w. NASA płaciła 24 USD za kilogram. Nie jest używana np. w silnikach manewrowych, gdzie zastępuje ją monometylohydrazyna, mająca wyższy impuls właściwy.